# Insecten in Madagaskar

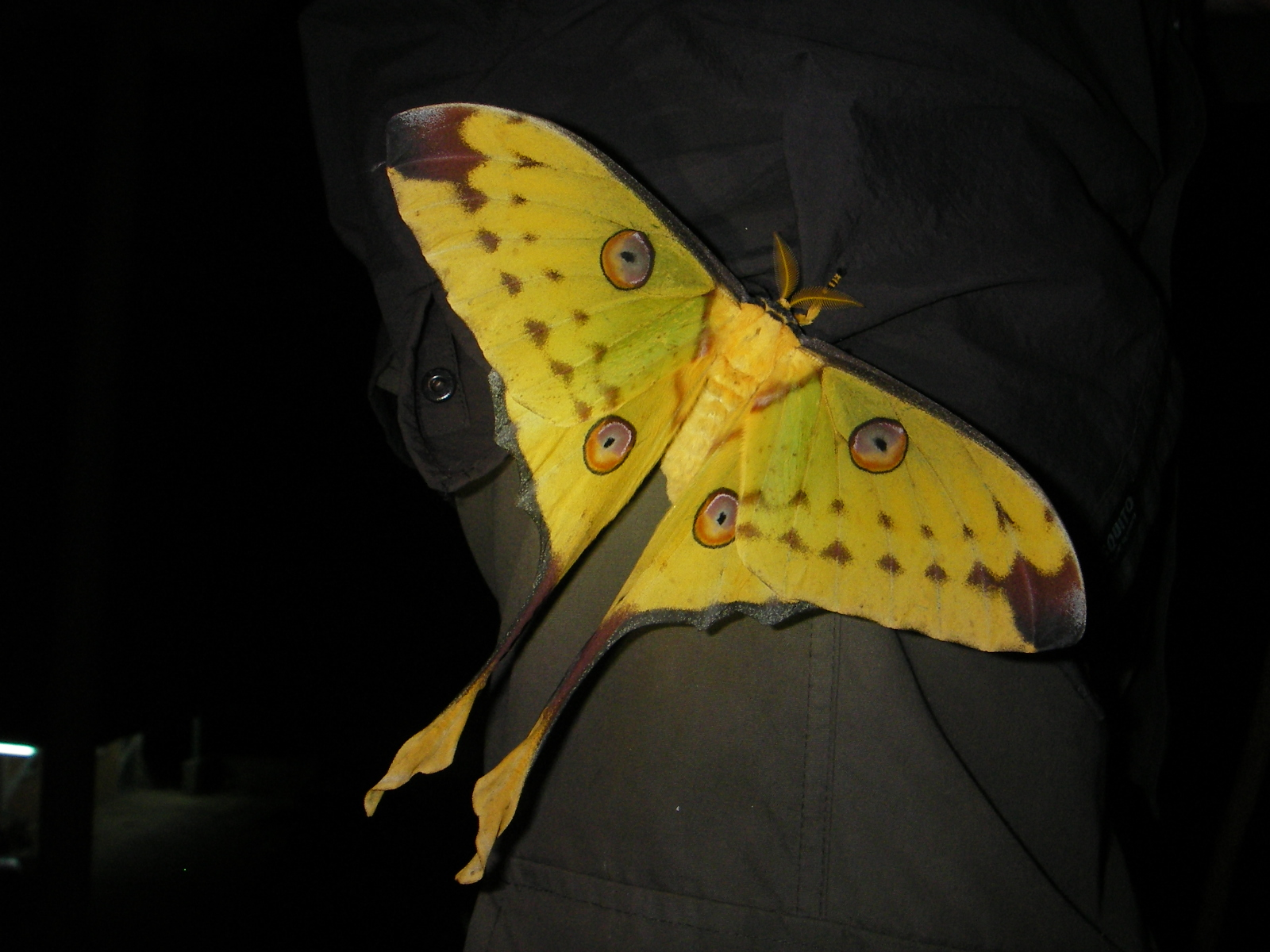
De endemische komeetstaartvlinder is een van de grootste nachtvlinders ter wereld.

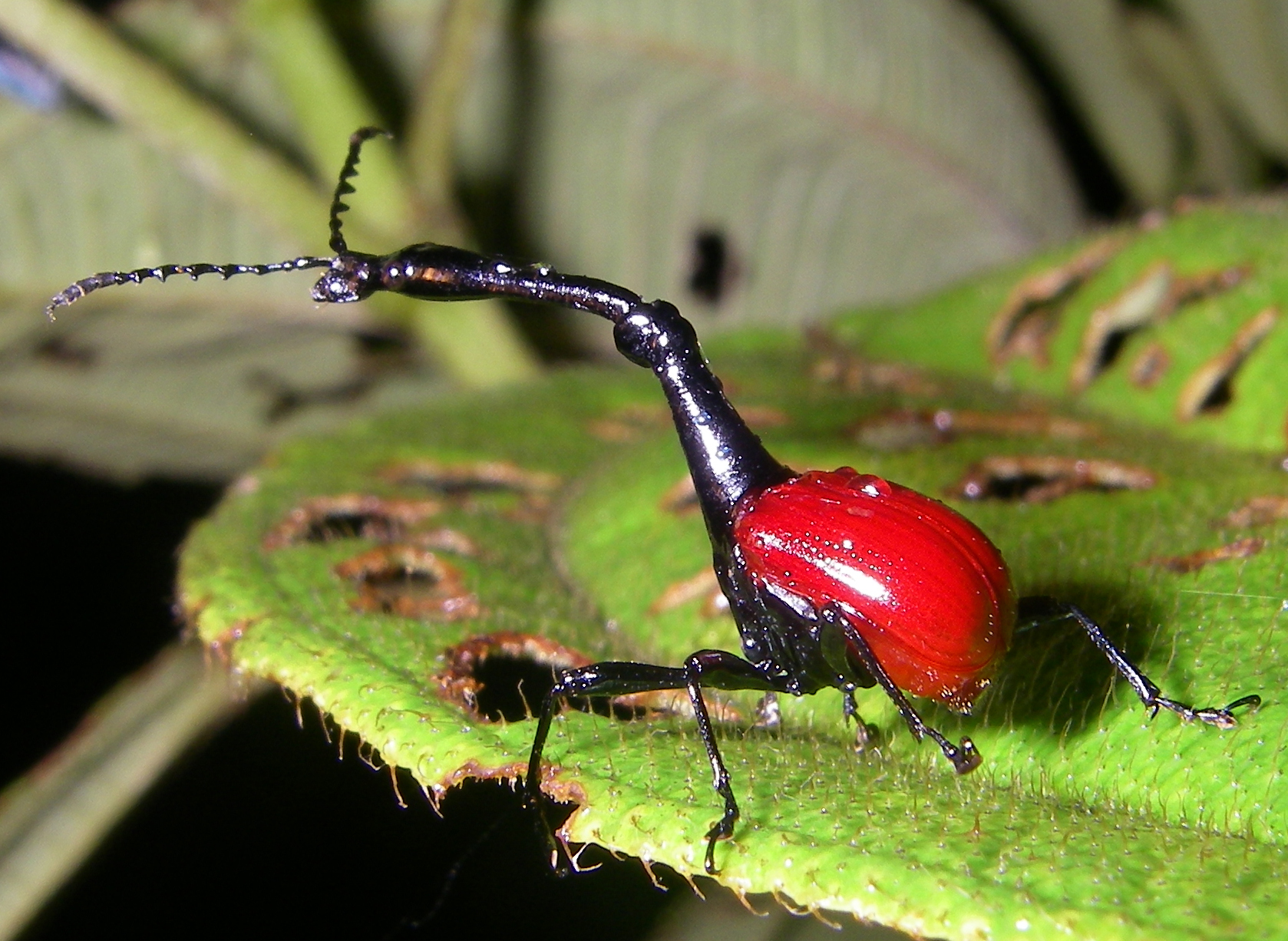
De Malagassische girafkever.

De meeste insecten van Madagaskar zijn lange tijd geïsoleerd geweest van de buitenwereld. Hierdoor zijn er vele endemische soorten ontstaan: van de meer dan 100 000 soorten bestaan de meeste families circa 90 tot 100% uit endemische soorten. 
Madagaskar telt al meer dan drieduizend soorten vlinders die vooral in de vochtige bossen in het oosten leven. Onderscheidend zijn de komeetstaartvlinder en Chrysiridia rhipheus. Doordat deze vlinders zeer populair zijn bij verzamelaars, gaat de populatie van deze soorten achteruit. Op het doden van een vlinder rust op veel plekken een fady.
Verder zijn er nog ongeveer 80 soorten wandelende takken, zoals het kleurrijke geslacht Achrioptera. Dit geslacht is goed gecamoufleerd, net zoals veel bidsprinkhanen die goed zijn in het nabootsen van dode bladeren of schors. Ook zijn er meer dan 100 soorten kakkerlakken, waaronder de sissende kakkerlak. Ook een bijzondere kever is de Malagassische girafkever. 
Tevens zitten de wouden van Madagaskar vol met verschillende keversoorten, zo leven er van de zandloopkevers 109 soorten uit het geslacht Pogonostoma en 65 soorten uit het geslacht Physodeutera.
Ook is Madagaskar de thuisbasis van de kleinste bij ter wereld: Liotrigona bitika, met een lichaamslengte van minder dan 2 millimeter, en telt het verschillende soorten van de Meliponini.